# Vườn thú Berlin
Vườn bách thú Berlin (tiếng Đức: Zoologischer Garten Berlin) là vườn thú nổi tiếng lâu đời nhất và tốt nhất tại Đức. Khai trương vào năm 1844, vườn thú có diện tích 34 ha và nằm trong khuôn viên công viên Tiergarten của Berlin. Với hơn 1.500 loài khác nhau và khoảng 17.500 cá thể, sở thú trình bày các bộ sưu tập toàn diện nhất của các loài trên thế giới.
Vườn thú và bể nuôi cá của nó đã có gần 3 triệu lượt khách vào năm 2011. Nó được coi là vườn thú được tham quan nhiều nhất ở châu Âu và một trong những vườn thú nổi tiếng nhất trên toàn thế giới. Con gấu Bắc Cực tên là Knut, và Bao Bao (宝宝, Bảo Bảo), một con gấu trúc lớn đã góp phần vào hình ảnh công chúng của sở thú.
Sở thú hợp tác với nhiều trường đại học, viện nghiên cứu, và các vườn thú khác trên khắp thế giới. Sở thú duy trì và thúc đẩy chương trình nhân giống các loài nguy cấp châu Âu, giúp bảo vệ một số loài có nguy cơ tuyệt chủng, và tham gia vào các chương trình tái áp một số loài.

## Lịch sử
Mở cửa vào ngày 01 tháng 8 năm 1844, Zoologischer Garten Berlin là sở thú đầu tiên ở Đức. Thủy cung mới mở cửa vào năm 1913. Các loài động vật đầu tiên được Friedrich Wilhelm IV của Phổ hiến từ bầy thú và chim của Tiergarten.
Trong thế chiến II, khu vực vườn thú đã bị phá hủy hoàn toàn và chỉ có 91 trong tổng số 3.715 loài động vật sống sót, trong đó có hai con sư tử, hai con linh cẩu, một con voi con bò châu Á, một con hà mã, mười con khỉ đầu chó Hamadryas, tinh tinh và một con cò đen. Chiến tranh kết thúc, vườn thú được tăng cường với tháp sở thú, một tháp phòng không khổng lồ là một trong các khu vực còn lại cuối cùng của kháng chiến của Đức Quốc xã chống lại Hồng quân, với nhiên liệu và vũ khí chống máy bay bảo vệ chống lại các lực lượng không quân đồng minh.
Sau trận chiến Berlin năm 1945, một số động vật biến mất hoặc bị lính Hồng quân ăn thịt.
Sau khi bị phá hủy, sở thú và bể cánh cảnh được xây dựng lại trên các nguyên tắc hiện đại nhất để trưng bày các loài động vật càng gần với môi trường tự nhiên của chúng càng tốt. Sự thành công đạt được ở động vật nuôi sinh sản, bao gồm cả một số loài quý hiếm, thể hiện hiệu quả của những phương pháp mới.